# Port Real Marina

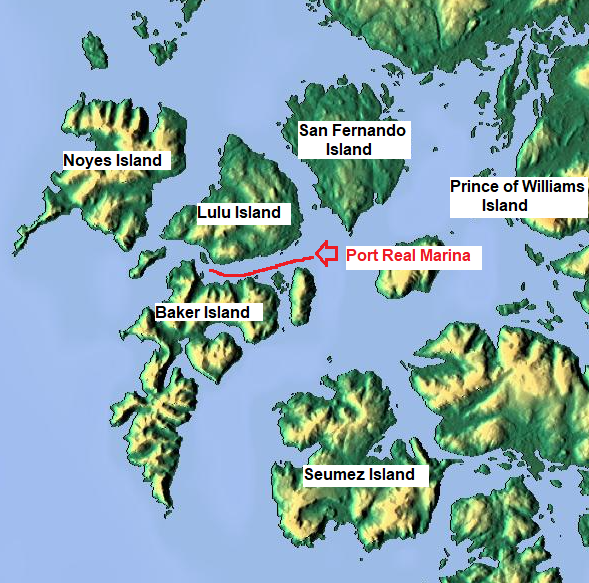
Port Real Marina met rood gemarkeerd

Port Real Marina is een natuurlijk kanaal in de Alexanderarchipel in de Alaska Panhandle in het zuidoosten van Alaska in de Verenigde Staten.

## Geografie
Het kanaal ligt tussen Lulu Island in het noorden en Baker Island en Saint Ignace Island in het zuiden. Het strekt zich uit, van west naar oost, van de Siketi Sound tot de kruising van het Portillo Channel in het noorden en het Ursua Channel in het zuidoosten.
Het waterlichaam ligt in de mariene ecoregio Noord-Amerikaans Pacifisch Fjordland.

## Geschiedenis
De naam van dit kanaal werd op 22 mei 1779 toegekend door Francisco Antonio Mourelle (1750-1820), een marineofficier en Spaanse ontdekkingsreiziger. De naam was aanvankelijk "Puerto de la Marina" en werd waarschijnlijk gegeven vanwege de omvang: het was groot genoeg om de hele Spaanse marinevloot te bevatten.